# Morton (Mississipi)
Morton és una població dels Estats Units a l'estat de Mississipi. Segons el cens del 2000 tenia 3.482 habitants.

## Demografia
Segons el cens del 2000, Morton tenia 3.482 habitants, 1.197 habitatges, i 852 famílies. La densitat de població era de 200,1 habitants per km².
Dels 1.197 habitatges en un 35,1% hi vivien nens de menys de 18 anys, en un 43,3% hi vivien parelles casades, en un 21,5% dones solteres, i en un 28,8% no eren unitats familiars. En el 24,5% dels habitatges hi vivien persones soles el 10,4% de les quals corresponia a persones de 65 anys o més que vivien soles. El nombre mitjà de persones vivint en cada habitatge era de 2,78 i el nombre mitjà de persones que vivien en cada família era de 3,26.
Per edats la població es repartia de la següent manera: un 27,8% tenia menys de 18 anys, un 10% entre 18 i 24, un 26,5% entre 25 i 44, un 21,2% de 45 a 60 i un 14,5% 65 anys o més.
L'edat mediana era de 35 anys. Per cada 100 dones de 18 o més anys hi havia 82,7 homes.
La renda mediana per habitatge era de 25.491 $ i la renda mediana per família de 31.161 $. Els homes tenien una renda mediana de 26.649 $ mentre que les dones 16.731 $. La renda per capita de la població era de 12.556 $. Entorn del 18,9% de les famílies i el 24,6% de la població estaven per davall del llindar de pobresa.

## Poblacions més properes
El següent diagrama mostra les poblacions més properes.